# Метод Гутмана
Метод Гутмана (англ. Gutmann method) — алгоритм безповоротного стирання даних на жорстких дисках комп'ютера. Авторами алгоритму є Пітер Гутман (Peter Gutmann) і Колін Пламб (Colin Plumb). Є одним із найскладніших та найповільніших методів знищення інформації.
Зміст процедури стирання даних за методом Гутмана полягає в тому, що простір жорсткого диска, який потрібно очистити, перезаписується 35 разів спеціальною послідовністю бітових образів, відібраною з урахуванням методів запису на магнітні носії. Цим досягається практично повна неможливість відновлення даних, для чого насправді достаточно одного проходу перезапису.
Метод використовується утилітами пакету Secure delete для Unix та UNIX-подібних операційних систем.